# Црногорска народна ношња
Црногорска народна ношња карактеристична за братства Црне Горе je идентитетски препознатљив сегмент културно-историјског наслеђа. Позната је по раскоши, богатом златовезу и елегантном кроју. Током прошлости, израђивале су је жене на селима, али и занатлије - терзије, које су свечану ношњу правиле од најфинијих тканина.
Како сама ношња, зато што је материјални предмет, не може бити заштићена као нематеријално културно наслеђе, вештина израде и украшавања црногорске народне ношње заштићена је као један од елемената нематеријалног културног наслеђа Црне Горе.

## О ношњи
Најраспрострањенија је црногорска народна ношња. Постојале су две врсте: старија, од домаћег сукна и новија, од чоје (свите). Сукнена ношња се масовно носила до почетка 19. века, а свитену су носили владари, властела и племенски главари, нешто касније и остали, али само у свечаним приликама. Сукнену ношњу су израђивале жене на селу, а свитену терзије по градовима.

### Мушка свакодневна ношња
Црногорска капа се првобитно израђивала од пустине или белог сукна, а касније од црвене свите која је около покривена црном свилом. Кошуља се тек почиње носити са увозом платна. Преко кошуље се носио џамадан израђен од домаћег сукна, памучне тканине или црвене чоје. Горње гаће (димије) израђивале су се од домаћег сукна, црне чоје или црног дебљег платна. Опасавао се вунени или памучни појас, дуг 5—6 m, широк 15 cm. Око листова ногу закопчавале су се вунене доколенице, а носиле су се вунене чарапе и опанци од воловске коже урађени опутом или канапом (шпагом). Зими се преко ове одеће носио гуњ такозвана бјелача, који се израђивао од белог домаћег сукна који се спреда није закопчавао, и носила би се и струка, вунени огртач са ресама. Око паса се стављао кожни силав, преко њега црвени вунени појас, а на којем се обавезно носило оружје.

### Свечано одело
Свечано (свитно или златно) одело су раније носили имућнији, а касније остали слојеви друштва. Капа и кошуља су су биле свакодневне. Џамадан је од црвене свите, украшен златном жицом на прсима, око врата и на рукавима, гуњ од беле свите истих облика као и сукнени, а јелек од црвене, без рукава, сав украшен свиленим или златним гајтнима и срмом. На јелек су пришиване токе разне израде. Душанка се израђивала од црвене свите, са висећим рукавима, дуга око појаса, раскошно украшавана китама од срме, гајтанима и златним жицама низ прса, око врата и рукава. То је најраскошнији део црногорске ношње који су носили и младићи. Долама је од зелене свите, истог кроја као и гуњ, украшена око врата и џепова срмом или црвеном свилом. Горње гаће, кроја као и свакодневне, израђене су од плаве свите и украшене срмом око џепова. Свилени појас трамбулос дуг 6 m, широк 90 cm, опасавао се преко кожмог силава (колана), у којем се редовно носило оружје.

### Женска ношња
Женска ношња се временом мењала, нарочито материјал за њену израду. Крој и називи су исти за свакодневну и свечану ношњу. Свечана ношња се израђивала од бољег материјала и раскошно се украшавала. Девојке су носиле кацицу сличну мушкој или фацулет или су ишле гологлаве. Жене су носиле лепо рађен (чипкаст) свилеми вео (вел), који је био причвршћен за плетенице и падао је низ леђа. Кошуља је рађена од свиле или ћенара са златним ошвицима. Девојке и и невесте су поврх кошуље облачиле долактицу (рукави до лаката), од црвене или љубичасте свиле и украшену срмом око рукава и дуж отворених рубова, а старије жене златну јакету са рукавима, раскошно украшену срмом. Поврх долактице, односно јакете, носио се корет (зубун) од отворено-зелене свиле, брз рукава, украшен разним орнаментима. Раша, котула (сукња) израђивала се од свиле или платна. Преко раше се носио футо, траверса (кецеља) од црне свиле. Као зимски огртач носио се свилени шал са ресама. Све жене су носиле фабричке чарапе и ципеле или домаће опанке.
Од накита девојке су носиле ђердан и брош, а жене по неколико прстена и ћемер око паса.

### Црногорска капа
Црногорска капа је део црногорске народне ношње чија је употреба евидентна од времена Петра I и Петра II Петровића Његоша. Округлог је облика, састављена од црног свиленог обода, званог деравија, и црвеног чојаног темена, званог тепелак или тепелук. За разлику од облика, вез на капи се мењао, а појавио се још у време владавине Петра I Петровића Његоша. Први вез је био око капе, односно на деравији. Тако извезене капе биле су првенствено карактеристичне за кулугџије, ондносно чланове Кулука. Вез на темену, односно тепелаку јавља се педесетих година 19. века.
У време Петра I Петровића Његоша перјаници су на капама носили почетна слова нахије којој припадају. За време књаза Данила I Црногорци су на капама носили његове иницијале. Променом владара и иницијали на капама су се мењали. Тако су иницијали за време краља Николе били „НI” (Никола I) или „НIЖ” (Никола I Живио). Уместо владаревих иницијала такође су везени и иницијали власника капе. Капе са златним полукруговима и иницијалима биле највише у употреби, али су често на читавој површини тепелака везени и други мотиви: црногорски грб, крст са четири оцила, стилизоване представе двоглавог орла и лава, змије, венци цвећа и лишћа и други. Чести везени мотив на тепелаку капе, нарочито крајем 19. и до двадесетих година 20. века била је звезда шестокрака,  мотив који се јавља и у многим другим орнаменталним површинама предмета и објеката црногорске материјалне културе: преслицама, колевкама, шкрињама. У периоду током и после Другог светског рата као мотив се јавља и звезда петокрака.
Капе владара код Црногораца умногоме су се разликовале од народних. Тепелук на капи књаза Данила I, на пример, плаве је боје и на њему нема златног веза.
Црногорска женска капа није се одликовала иницијалима или ма каквим другим државним симболима, већ искључиво украсним везом.

## Нематеријално културно наслеђе
Вештина израде и украшавања црногорске народне ношње данас је реткост. Ипак, у Подгорици, Бјелом Пољу и Цетињу још увек активно ради неколико терзија који и даље једнако квалитетно и предано раде у циљу очувања традиције. Њихов занат и вештина уврштени су у Национални регистар Нематеријалне културне баштине Црне Горе. 
Како сама ношња не може бити заштићена као Унесково нематеријално културно наслеђе јер представља предмет, могуће је кандидовати само умеће, технике и занате потребне за њену израду, па је ово умеће и заштићено на националном нивоу.
Црногорска народна ношња покренула је полемику ресора културе Црне Горе и Србије. Гуслар обучен у црногорску народну ношњу наступио је приликом отварања културног центра Србије у Пекингу, а из министарства културе Црне Горе оцењено је да су организатори наступа посегнули у културно наслеђе Црне Горе. Са друге стране, њихове колеге из Србије тврде да је гуслар био одевен у ношњу коју су „носили и носе Срби у Црној Гори и Херцеговини“ и да је то „чињеница коју ниједна нова идентитетска конструкција не може да измени“.

## Остале ношње у Црној Гори
На народну ношњу Црне Горе су се одразили разни културни утицаји и етничке разлике. Било је неколико типова мушке и женске ношње, а највећа разлика у одевању је између приморја и унутрашњости. Народне ношње су биле обележје појединих крајева. Употребљавале су се до двадесетих година 20. века. У новије време најчешће се облаче на смотрама фолклора и ређе на свадбама. Углавном се чувају као музејски експонати.
Поред црногорске ношње (мушке и женске) било је више врста народних ношњи карактеристичних за поједини крај или место. Карактеристичне су мушке: бокељска, рисанска, ораховачка, луштичка, грбаљска и спичанска. Изузев добротске и паштровске ношње, све су биле сличне црногорској или херцеговачкој ношњи. Због климатских услова код њих је материјал био лакши, а украшавање под млетачким утицајем (касније италијанским), док се на црногорској ношњи осећао утицај Оријента.

## Галерија
- Различити типови црногорске народне ношње (илустрација из 1893)
- Књаз Петар А. Карађорђевић (1876) у црногорској народној ношњи, у време док је, под именом Петар Мркоњић, помагао српским устаницима у Херцеговини
- Становници села Рељези
- Народне ношње у Боки и приморју
- Гуслар у народној ношњи (црногорско горје, 1980)